# Échandon
L'Échandon est une petite rivière française qui coule dans le département d'Indre-et-Loire, dans la région Centre-Val de Loire. C'est un affluent de l'Indre en rive gauche, donc un sous-affluent de la Loire.

## Géographie
De 25,7 km de longueur, l'Échandon prend sa source à Manthelan dans le département d'Indre-et-Loire, dans une région boisée comportant de nombreux étangs. Peu après sa naissance, il prend la direction du nord, et se renforce bientôt de l'apport de plusieurs petits affluents. 
Il rejoint l'Indre au niveau de la localité d'Esvres.

## Affluents
- Ruisseau de Quincampoix
- Ruisseau de Montant
- Ruisseau le Mouru

## Communes traversées
L'Échandon traverse les six communes de Manthelan, Le Louroux, Saint-Bauld, Tauxigny, Saint-Branchs et Esvres, toutes situées dans le département d'Indre-et-Loire.

## Hydrologie

### L'Échandon à Saint-Branchs
Le débit de l'Échandon a été observé pendant une période de 46 ans (1967-2013), à Saint-Branchs, localité du département d'Indre-et-Loire, située tout près du confluent avec l'Indre. Le bassin versant de la rivière est de 127 km2.
Le module de la rivière à Saint-Branchs est de 0,612 m3/s.
L'Échandon présente des fluctuations saisonnières de débit importantes. Les hautes eaux ont lieu en hiver et se caractérisent par des débits mensuels moyens allant de 1,06 à 1,44 m3/s, de janvier à mars inclus (maximum en janvier). Dès le mois de mars, avec le printemps, le débit diminue progressivement jusqu'aux basses eaux d'été-automne qui se déroulent de juin à octobre inclus, avec une baisse du débit moyen mensuel allant jusqu'à 0,155 m3/s au mois d'août (155 litres/s), ce qui est encore acceptable pour une aussi petite rivière, sans être trop sévère.

### Étiage ou basses eaux
Aux étiages cependant, le VCN3 peut chuter jusque 0,030 m3/s, en cas de période quinquennale sèche, soit 30 litres/s, ce qui devient sévère, mais correspond, toutes proportions gardées, à la moyenne des cours d'eau de la région.

### Crues
D'autre part les crues peuvent être fort importantes, compte tenu de l'exiguïté du bassin versant de la rivière. Les QIX 2 et QIX 5 valent respectivement 11 et 19 m3/s. Le QIX 10 vaut 25 m3/s, tandis que le QIX 20 se monte à 30 m3/s. Enfin le QIX 50 vaut 37 m3/s.
Le débit instantané maximal enregistré à Saint-Branchs a été de 55 m3/s le 7 juillet 1977, tandis que la valeur journalière maximale était de 23,5 m3/s le 8 juillet de la même année. En comparant le premier de ces chiffres aux valeurs des différents QIX de la rivière, il apparaît que cette crue était bien plus importante que la crue cinquantennale calculée par le QIX 50, peut-être centennale, voire plus, mais dans tous les cas très exceptionnelle.

### Lame d'eau et débit spécifique
L'Échandon est loin d'être une rivière abondante, suivant en cela la norme des cours d'eau de plaine du bassin de la Loire. Sa lame d'eau écoulée est de 155 millimètres annuellement, ce qui est faible, très nettement inférieur à la moyenne d'ensemble de la France, mais également à l'ensemble du bassin versant de la Loire (244 millimètres). Le débit spécifique (ou Qsp) se monte dès lors à un petit 4,9 litres par seconde et par kilomètre carré de bassin.

## Curiosités - Tourisme
Le bassin de l'Échandon, situé non loin de Tours et de la LGV Sud Europe Atlantique, dispose de plusieurs lieux et monuments historiques (châteaux, églises, manoirs, prieurés), de nombreux bois et forêts, ainsi que des étangs creusés par des moines durant le Moyen Âge. Plusieurs activités sportives et touristiques peuvent être pratiquées au sein de cette région tourangelle.
- Manthelan : église Saint-Gervais-et-Protais-et-Saint-Volusien avec une tour du XIIe siècle. Château des Usages des XVIIe et XIXe siècles. Manoir de la Marche du XVIe. Étangs de Fau et de la Cauchoise, bois et forêts. Fête de la Truite en juin. Gîtes ruraux. Pêche, chasse, centre équestre, équitation, randonnées, tennis...
- Le Louroux : prieuré bien conservé des XIIIe, XVe et XVIe siècles (inscrit Monument historique) avec douves et tours circulaires. Manoir de la Hubaudière du XVIe. Grange d'Armançay des XVe et XVIe siècles. Église Saint-Sulpice du XIIIe. Étangs du Louroux (70 hectares) et de Gousset. Vol à voile, pêche, oiseaux aquatiques, randonnées, sports nautiques. Aérodrome de Tours.
- Saint-Branchs : église partiellement du XIIIe siècle. La vallée de l'Échandon est dominée par la Tour du XVIe. Pont Girault du XIIIe sur l'Échandon. Château de Montchenin des XIVe et XIXe siècles. Manoir de la Richardière des XVe et XVIe siècles. Étangs, sources et bois. Pêche, chasse, cyclotourisme, centre équestre, etc.
- Esvres : la commune présente un riche patrimoine civil et religieux. Église Saint-Médard du XIIe siècle, remaniée plusieurs fois. Prieuré avec chapelle du XIVe (inscrite Monument historique). Plusieurs châteaux et manoirs. Château d'Esvres du XVIIIe, avec tours d'angle, courtines et tours d'enceinte du XIIIe (Monument historique). Château de la Dorée du XVIIIe. Château de Vaux du XIXe. Manoirs de la Baudelière et manoir de la Roche Farou du XVIIe siècle, situés dans la vallée de l'Échandon. Manoir de la Villaine au confluent Indre-Échandon. Parcs de Montbazon et de la Duporterie. Pêche, chasse, équipements sportifs...